# Daniela Reidies
Daniela Reidies (* 26. Juli 1967) ist eine deutsche Synchronsprecherin und Schauspielerin.

## Karriere
Reidies besuchte die Claire Hahn Schauspielschule in Lübeck. Seit 1990 ist sie als Synchronsprecherin tätig. Reidies lieh unter anderem Kirsten Dunst in Emergency Room – Die Notaufnahme ihre Stimme. Sie war in Serien wie Twin Peaks, Popular und Alle unter einem Dach zu hören. Außerdem synchronisiert sie seit 2013 die französisch-schweizerische Schauspielerin (mit der markant nasal betonten Stimmlage) Élodie Frenck in der Rolle der blonden Marlène Leroy, der Sekretärin des Kommissars in der Serie Agatha Christie: Mörderische Spiele.

## Synchronarbeiten (Auswahl)
- Alice Corner in Wise Man’s Grandchild
- Biyomon in Digimon, Digimon 02 und Digimon Adventure tri. – für Katori Shigematsu und Atori Shigematsu
- Brittany in Flucht von Monkey Island – für Maria Bamford
- Carol in Mrs. Miracle 2 – Ein zauberhaftes Weihnachtsfest – für Jocelyne Loewen
- Charlene „Charlie“ Chiemingo in Emergency Room – Die Notaufnahme – für Kirsten Dunst
- Charlene Sinclair in Die Dinos – für Sally Struthers
- Chloe Carmichael in Cosmo & Wanda – Wenn Elfen helfen – für Kari Wahlgren
- Dolly in Saving Mr. Banks
- Ein Buschbaby in Die Garde der Löwen
- Erica „Yoga“ Jones in Orange Is the New Black – für Constance Shulman
- Gemma in Killing Eve (3 Folgen) – für Emma Pierson
- Runa Yomozuki in Kakegurui
- Hawk in Seven Deadly Sins
- Jamapie in Wedding Peach
- Jimmy Bean in Wunderbare Pollyanna
- Judy Winslow in Alle unter einem Dach – für Jaimee Foxworth
- Karabinchen in Goofy und Max – für Nancy Cartwright
- Kelli in Desperate Housewives (1 Episode) – für Whitney Dylan
- Kendra in Buffy – Im Bann der Dämonen (3 Folgen)
- Kusano in Sekirei
- Lalamon in Digimon Data Squad
- Lemony in Yakkity Yak
- Leni und Lynn Loud in Willkommen bei den Louds
- Libby Stein-Torres in Der Geist und Molly McGee
- Lucy Moran in Twin Peaks – für Kimmy Robertson
- Marlène Leroy in Agatha Christie: Mörderische Spiele – für Élodie Frenck
- Mary Cherry in Popular – für Leslie Grossman
- Maureen Murphy in F Is for Family – für Debi Derryberry
- Mikaela Hyakuya (jung) in Seraph of the End
- Mikoto Asuka in Yamada-kun & the 7 Witches
- Mila in Mila Superstar
- Mini-Faultier in Ice Age 2 – Jetzt taut’s
- Molly Elizabeth Cunningham in Käpt’n Balu und seine tollkühne Crew
- Priscila in Calimero
- Rosalie in Lady Oscar
- Sakuraku Shiina in Magister Negi Magi
- Sarah in Crash Canyon
- Schwarzer Seppuku-Hase in Kämpfer
- Spot in 101 Dalmatiner
- Stefani Stilton in BoJack Horseman
- Susie in Rugrats
- Tante Rosita  in Coco – Lebendiger als das Leben!
- Gandalaria in Ninjago: Aufstieg der Drachen

## Filmografie
- 2024: Pumpen (Fernsehserie, eine Folge)